# کنتو ناکانیشی
کنتو ناکانیشی (ژاپنی: 中西 健人؛ زادهٔ ۹ ژوئیهٔ ۱۹۹۲) یک بازیکن فوتبال اهل ژاپن است.
از باشگاه‌هایی که در آن بازی کرده‌است می‌توان به باشگاه فوتبال آزول کلارو نومازو و باشگاه فوتبال فوجی‌ئدا اشاره کرد.